# Montepulciano (druivenras)
Montepulciano is een Italiaanse rode druivensoort die vooral bekend staat als de belangrijkste druif achter de DOCG-wijnen Colline Teramane Montepulciano d'Abruzzo en Offida Rosso, en de DOC-wijnen Montepulciano d'Abruzzo, Rosso Conero en Rosso Piceno Superiore.
Het druivenras montepulciano moet niet worden verward met de gelijknamige Toscaanse wijn Vino Nobile di Montepulciano. Deze wijn wordt voornamelijk gemaakt van de sangiovese-druif en is vernoemd naar de stad waar deze wordt geproduceerd, en wordt niet van de montepulciano-druif gemaakt.

## Verspreiding
De druif wordt op grote schaal aangeplant in centraal en zuidelijk Italië, met name in Abruzzen, Lazio, Marche, Molise, Umbrië en Apulië. Het is een toegestane druivensoort in DOC-wijnen uit 20 van de 95 provincies van Italië. Montepulciano wordt zelden aangetroffen in Noord-Italië, omdat de druif laat rijpt en bij te vroege oogst te “groen” kan smaken.
Wanneer de druif volledig rijp is, kan Montepulciano wijnen produceren met een diepe kleur, een matige zuurgraad, en opvallende concentratie en alcoholniveaus.

## Oorsprong en verwarring
Hoewel de naam van de druivensoort verwijst naar de regio Montepulciano in de provincie Siena in Toscane, ligt de oorsprong waarschijnlijk in de Abruzzen, mogelijk in het gebied van Torre de' Passeri. Omdat sangiovese wijdverspreid wordt verbouwd in de regio Montepulciano in Toscane, werd Montepulciano vaak beschouwd als een synoniem voor sangiovese. Het zijn echter verschillende rassen.

## Wijnregio’s
Na Sangiovese is Montepulciano de op één na meest wijdverspreide inheemse druivensoort van Italië. Het wordt aanbevolen voor aanplant in 20 van de 95 provincies van Italië en is een toegestane of vereiste druif in de rode wijnen van DOC’s in Apulië, Molise, Lazio, Umbrië, Marche, Emilia-Romagna, Abruzzen en Toscane.
Onder de DOC’s die het meest bekend staan om Montepulciano zijn:
- Montepulciano d'Abruzzo in Abruzzen
- Offida Rosso DOCG
- Rosso Conero
- Rosso Piceno, in Marche.